# Charles Hippolyte Maillard de Chambure
Charles Hippolyte Maillard de Chambure, né à Semur-en-Auxois le 11 juillet 1789 et mort à Dijon le 10 novembre 1841, est l'auteur de nombreux articles et ouvrages sur l'histoire de la Côte-d'Or.

## Biographie
Fils de Charles François Bonaventure Maillard de Chambure, juge à Dijon, et de Magdelaine-Sophie Labbé, femme de lettres, Charles Hippolyte Maillard de Chambure commence sa carrière comme avocat à Semur-en-Auxois. Il consacre ses loisirs à sa passion, l'histoire et l'archéologie. Il étudie en particulier le site d'Alésia. Il devient secrétaire de l'Académie de Dijon en 1828 et secrétaire adjoint de la commission des antiquités de la Côte-d'Or. Il est nommé conservateur des archives de la Côte-d'Or à Dijon en 1839. Il meurt à Dijon le 10 novembre 1841, à peine âgé de 43 ans.
Il a collaboré régulièrement à la revue Les deux Bourgognes et a publié de nombreux ouvrages. Parmi ces derniers on peut citer un ouvrage sur le patrimoine de Dijon (Dijon ancien et moderne, Dijon, Guasco-Jobard, 1840) et deux volumes sur le patrimoine des départements de la Côte-d'Or et de Saône-et-Loire (Voyage pittoresque en Bourgogne ou Description historique et vues des monuments antiques, modernes et du Moyen âge, dessinés d'après nature par différents artistes, 2 tomes, Dijon, impr. Vve Brugnot, 1833-1835). À noter aussi un mémoire d'archéologie sur Alésia (Mémoire sur le dieu Moritasgus et l'inscription trouvée, en 1652, parmi les ruines d'Alize [sic], adressé à la IIIe classe de l'Institut royal de France et à l'Académie des arts, sciences et belles-lettres de Dijon, Semur, 1822). Enfin, un ouvrage sur les Templiers (Règle et statuts secrets des Templiers précédés de l'histoire de l'établissement, de la destruction et de la continuation moderne de l'ordre du Temple, Paris, Brockhaus et Avenarius, 1840).

## Publications

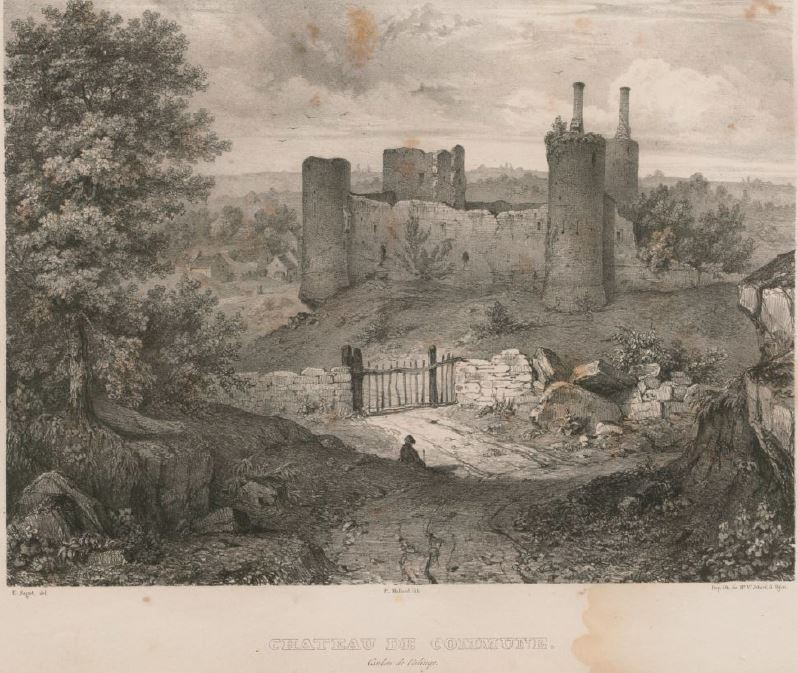
Le Château de Commune in Voyage pittoresque en Bourgogne ou Description historique et vues des monuments antiques, modernes et du Moyen âge, dessinés d'après nature par différents artistes.

- Voyage pittoresque en Bourgogne ou Description historique et vues des monuments antiques, modernes et du Moyen âge, dessinés d'après nature par différents artistes, 2 volumes, Éditions Jalon, 2020.